# 里韦萨尔韦斯
里韦萨尔韦斯，是西班牙瓦伦西亚自治区卡斯特利翁省的一个市镇。总面积9平方公里，总人口1262人（2001年），人口密度140人/平方公里。